# Unrest
Unrest är en tysk hårdrocksgrupp som bildades i Bremen i maj 1988.  

## Historia
De första tre åren släppte Unrest två demos och gjorde några spelningar i Tyskland. 1992 släppte de sitt första album, Taste IT, och 1994 släppte bandet sitt andra album, By The Light Of The Moon, men albumet kom inte till affären förrän 1995.
1996 gjorde Unrest flera konserter med band som Iced Earth och Nevermore i Tyskland, Belgien och Holland. 
Unrest släppte sitt tredje album, Watch Out 1997 och turnerade med bland annat W.A.S.P. och Sinner. 
1998 fyllde bandet 10 år och Unrest spelade då för första gången i Wacken Open Air.
Unrest släppte 1999 livealbumet Restless And Live och 2001 släpptes albumet Bloody Voodoo Night. Unrest var då på turné med bland andra Dio Dio och Sinner tills de gjorde en paus på 3 år.
2004 återförenade medlemmarna Sönke, Claus Och Guido bandet igen med 2 nya medlemmar, André Neuhaus på bas och Marco Liedtke spelade gitarr. De höll på med ett nytt album vid namn Back to The Roots som skulle släppas 2006, men de hade problem eftersom de behövde ett skivbolag för att sälja album. I september 2006 hittade bandet ett skivbolag vid namn Massacre-Records och de kunde äntligen släppa albumet.

## Medlemmar
Senaste medlemmar
- Sönke Lau – sång (1988–2001, 2004–2009)
- Guido Hettwer – trummor (1988–2001, 2004–2009)
- Claus Wiechert – gitarr (1988–2001, 2004–2009)
- Marco Liedtke – gitarr (2004–2009)
- Andre Neuhaus – basgitarr (2004–2009)

Tidigare medlemmar
- Jörg Rainer Friede – basgitarr
- Gerd Nawrocki – basgitarr (1988–2001)
- Michael Kühn – gitarr (1988–2001)
- Hendrik Niedbalka – gitarr (1992–2001)
- Stefan Sieber – basgitarr (2000)
- Maicel Panitz – trummor (2000)
- Nico Matys – trummor (2003)

## Diskografi
Studioalbum
- 1992 – Taste It
- 1995 – By the Light of the Moon
- 1997 – Watch Out
- 1998 – Cold Steel Whisper
- 2001 – Bloody Voodoo Night
- 2006 – Back to the Roots

Livealbum
- 2000 – Restless and L.I.V.E.
- 2008 – Back to Rock Live

Samlingsalbum
- 2011 – Unrest – Greatest Hits - 2011